# Hidden Universe
Hidden Universe – australijski film z 2013 w reżyserii Russella Scotta.

## Fabuła
Ewolucja wszechświata pokazana w misternych animacjach 3d oraz przegląd najnowocześniejszych teleskopów na świecie